# John (7e comte de Sutherland)
Pour les articles homonymes, voir John.
John comte de Sutherland (mort en 1460) fut le 7e comte de Sutherland vers 1427 à 1456.

## Biographie
John (I) Sutherland, 7e comte de Sutherland, incorrectement identifié comme « Robert » au XIXe siècle est le fils et successeur du comte Robert. Le chroniqueur Andrew Wyntoun indique qu'il est adoubé chevalier par son oncle, Alexandre Stuart, comte de Mar, quand ce dernier prend la tête d'un contingent écossais lors d'une expédition en Flandres en 1408. Il est envoyé en Angleterre comme otage en garantie du paiement de la rançon de Jacques Ier d'Écosse en 1427, probablement à la suite de la mort de son père, et il y demeure plusieurs années, confiné au château de Pontefract, où il épouse Margaret Baillie (morte en 1509/10) qui est probablement une parente d'un de ses compagnons de captivité à Pontefract, Sir William Baillie d'Hoprig et Lamington. le comte de Sutherland est encore à Pontefract en juillet 1444, mais il est libéré en mai 1448, lorsqu'il est au château de Dunrobin, où il présente le chapelain de la chapelle de Saint-Andrew de Golspie. Le 29 avril 1451 le comte de Sutherland et son épouse reçoivent par une  charte royale des domaines  dans la paroisse de Loth dans le comté de Sutherland; le produit des rentes  de ce domaine est destiné à assurer leur subsistance pour le reste de leur vie et le  22 février 1456, John de Sutherland résigne le comté de Sutherland dans les mains de Jacques II d'Écosse en faveur de son fils et homonyme John (II). Trois jours après John (II) se voient inféodés les domaines du comté pour le reste de la vie de son père selon le principe de la saisine accordée à Jacques II à Inverness. La raison de ses transferts n'est pas clairement établie mais elle est sans doute justifiée par la mauvaise santé du comte ou de son héritier. Le 7e comte de Sutherland meurt en 1460, et il est inhumé dans la chapelle Saint-Andrew de Golspie.
John de Moravia, 7e comte de Sutherland et son épouse Margaret Baillie laissent quatre fils:
1. Alexandre de Sutherland, Maître de Sutherland, mort jeune).
2. John (II) 8e comte de Sutherland.
3. Nicolas Sutherland.
4. Thomas  Sutherland.

## Sources
- (en) C. A. McGladdery « John Sutherland, seventh earl of Sutherland (d. in or before 1460), dans Sutherland family (per. c.1200–c.1510) », Oxford Dictionary of National Biography, Oxford University Press, 2004
- (en)   John L. Roberts  Lost Kingdoms. Celtic Scotland and the Middle Ages Edinburgh University Press (Edinburgh 1997)  (ISBN 0748609105).